# Tomi Juric
Tomislav „Tomi“ Juric (kroatische Schreibweise: Tomislav Jurić; * 22. Juli 1991 in Sydney) ist ein australisch-kroatischer Fußballspieler.

## Karriere

### Verein
Juric spielte im Nachwuchsbereich von Sydney United, bevor er 16-jährig nach Kroatien zu Croatia Sesvete wechselte. Dort erzielte der Stürmer in der Saison 2010/11, seiner ersten im Erwachsenenbereich, 12 Ligatreffer in 23 Einsätzen und war damit bester Torschütze seiner Mannschaft in der 2. HNL. In der folgenden Saison spielte er für Lokomotiva Zagreb in der 1. HNL, im Sommer 2012 wechselte er innerhalb der Liga zu Inter Zaprešić. Juric kam für Zaprešić in der Hinrunde nur unregelmäßig zum Einsatz und fand in der Winterpause der Saison 2012/13 in einem Trainingslager in der Türkei nur in einem von fünf Freundschaftsspielen Berücksichtigung. Als ihm sein Berater mitteilte, dass der australische Klub Adelaide United nach dem Abgang von Sergio van Dijk auf der Suche nach einem Stürmer ist, entschloss sich Juric daraufhin nach fünf Jahren in Kroatien zur Rückkehr nach Australien.
Bei Adelaide unterzeichnete er im Februar 2013 einen Kurzzeitvertrag für die restliche Spielzeit. Juric erzielte in seinen ersten beiden Einsätzen jeweils einen Treffer, blieb dann aber in den folgenden fünf Partien ohne Torerfolg, als Adelaide letztlich im Viertelfinale der Play-offs scheiterte. Zur Saison 2013/14 unterzeichnete Juric einen Zweijahresvertrag bei den Western Sydney Wanderers, bei denen er mit Mateo Poljak auch auf einen Mitspieler aus seiner Zeit bei Lokomotiva trifft.
Mitte August 2015 wechselte er dann ablösefrei zu Roda Kerkrade in die niederländische Eredivisie.
Am 1. Juli 2016 wechselte er in die Schweiz zum FC Luzern in die Super League, wo er einen Vertrag bis Ende Juni 2018 mit Option unterschrieb. Seine ersten Tore für Luzern schoss Juric beim 4:3-Heimsieg am 31. Juli 2016 gegen den Grasshopper Club Zürich, eines per Elfmeter und eines per Kopf. Am 19. März 2018 gab der FC Luzern bekannt, dass der Vertrag automatisch bis Ende Juni 2019 verlängert wurde.
Anschließend spielte er ein Jahr in Bulgarien bei ZSKA Sofia und kehrte dann zurück in seine Heimat zu Adelaide United. Seit dem Sommer 2021 spielt er für Ligrivale Macarthur FC.

### Nationalmannschaft
Ende Juni 2013 wurde Juric überraschend von Nationaltrainer Holger Osieck in ein Trainingslager der australischen Nationalelf eingeladen und schließlich auch für die Ostasienmeisterschaft 2013 nominiert. Bei der Endrunde kam Juric im ersten Spiel gegen die Auswahl Südkoreas (Endstand 0:0) per später Einwechslung zu seinem Länderspieldebüt. Auch im zweiten Gruppenspiel wurde Juric eingewechselt und erzielte nur wenige Minuten nach seiner Einwechslung bei der 2:3-Niederlage gegen Japan den Treffer zum zwischenzeitlichen 2:2.
Nach dem Gewinn der AFC Champions League mit den Western Sydney Wanderers im Oktober 2014 scheiterte ein Wechsel nach China zu Shanghai Shenhua.
Juric zog es vor, nach Vertragsende im Sommer 2015 nach Europa zu wechseln, um seine Karriere in der Nationalmannschaft nicht zu gefährden.
Der neue australische Nationaltrainer Ange Postecoglou nominierte Tomi Juric für den AFC Asian Cup 2015 in Australien.
Er wurde in den Gruppenspielen gegen Kuwait und den Oman, wo er zum 4:0 einen Treffer beisteuerte, jeweils eingewechselt. Im letzten Gruppenspiel gegen Turnierfavorit Südkorea stand von Beginn an auf dem Feld, als Coach Postecoglou einige Stammspieler, der bereits qualifizierten Australier, für das Viertelfinale schonte.
Weiter Einsätze folgten im Halbfinale und Finale jeweils als Joker. Im Finale hat Juric in der Verlängerung einen großen Anteil zum Siegestreffer beigetragen, in dem er mit einem sehenswerten Sololauf zwei südkoreanische Spieler austanzte. Juric konnte mit seinen "Socceroos" den Titel durch in 1:2 n. V. gegen Südkorea im Finale vor 76.385 in Sydney feiern.
Außerdem stand er im Kader für die Fußball-Weltmeisterschaft 2018 in Russland, bei der Australien in der Vorrunde nach zwei Niederlagen gegen Frankreich und Peru und einem Unentschieden gegen Dänemark noch in der Vorrunde ausschied. Juric kam in allen drei Partien zum Einsatz und stand gegen Peru sogar in der Startelf.

## Erfolge
Verein
- AFC Champions League 2014-Sieger mit den Western Sydney Wanderers.

Nationalmannschaft
- AFC Asian Cup 2015-Sieger mit Australien.